# マルコ・ラコニャツ
マルコ・ラコニャツ（セルビア語: Марко Ракоњац, ラテン文字転写: Marko Rakonjac、2000年4月25日 - ）は、モンテネグロとセルビアのサッカー選手。ポジションはフォワード。

## 経歴

### FCロコモティフ・モスクワ
2022年4月28日、FCロコモティフ・モスクワに4年契約で完全移籍した。

### レッドスター・ベオグラード
2023年2月3日、レッドスター・ベオグラードにレンタル移籍した。